# ハヤカワコミック文庫
ハヤカワコミック文庫（ハヤカワコミックぶんこ）は、早川書房が発行している文庫のシリーズ。

## 概歴
1996年3月から刊行開始した。創刊当初より主に吾妻ひでおやいしかわじゅんをはじめとするニューウェーブ漫画家やささやななえこ、水樹和佳子、坂田靖子、佐藤史生など24年組系漫画家作品を主力とする。SF・ファンタジー色の強い作品を中心に刊行しているが、早川書房の雑誌で掲載された作品だけではなく、出版社の枠を超えたラインアップであるのが特徴。例を挙げれば『星の島のるるちゃん』（ふくやまけいこ）＝『なかよし』（講談社）掲載、『オリンポスのポロン』（吾妻ひでお）＝『月刊プリンセス』（秋田書店）・『100てんコミック』（双葉社）掲載、『夢の果て』（北原文野）＝『WINGS』（新書館）掲載、『イティハーサ』（水樹和佳子）＝『ぶ～け』（集英社）掲載などがある。刊行作品は少女誌掲載作品が多いが、『るんるんカンパニー』、『クルクルくりん』（とり・みき）＝『週刊少年チャンピオン』（秋田書店）掲載、『夢幻紳士 冒険活劇篇』（高橋葉介）＝『リュウ』・『少年キャプテン』（徳間書店）掲載、『ななこSOS』（吾妻ひでお）＝『ポップコーン』・『ジャストコミック』（光文社）掲載など少年誌・サブカル系雑誌掲載作品も少数ながらも存在する。

### 主な作品
- アズマニアシリーズ、ネオ・アズマニアシリーズ、オリンポスのポロン、ななこSOS（吾妻ひでお）
- 約束の地・スノウ外伝（いしかわじゅん）
- 化生曼陀羅（ささやななえこ）
- 天界の城（佐藤史生）
- 時間を我等に、星食い、闇夜の本、花模様の迷路、パエトーン、叔父様は死の誘惑、マーガレットとご主人の底抜け珍道中シリーズ、バスカビルの魔物（坂田靖子）
- 東京物語、サイゴーさんの幸せ、星の島のるるちゃん、まぼろし谷のねんねこ姫（ふくやまけいこ）
- るんるんカンパニー、クルクルくりん、SF大将、キミコミカ（とり・みき）
- 夢幻紳士シリーズ（高橋葉介）
- 千の王国百の城、アレックス・タイムトラベル、春の微熱、私の保健室においで…、ワンダフルライフ、花図鑑、花岡ちゃんの夏休み、飛鳥昔語り（清原なつの）
- イティハーサ、月虹-セレス還元、エリオットひとり遊び、樹魔・伝説（水樹和佳子）
- アンダー、天使の顔写真、グリフィン、おんなのこ物語（森脇真末味）
- マンスリー・プラネット（横山えいじ）